# 6a cerimònia dels Lumières
La 6a cerimònia dels Lumières de la Premsa Internacional, aleshores anomenada Lumières de París, va tenir lloc el 25 de febrer de 2001. Va ser presentat per Frédéric Lopez i fou emesa per France 2. El nom dels guanyadors es va fer públic el 26 de gener.

## Palmarès
- Milor pel·lícula :
  - El gust dels altres d'Agnès Jaoui
- Millor director :
  - Agnès Jaoui per El gust dels altres
- Millor guió
  - Agnès Jaoui, Jean-Pierre Bacri per El gust dels altres
- Millor actriu :
  - Isabelle Huppert pel paper de Marie-Claire Muller a Merci pour le chocolat
- Millor actor :
  - Daniel Auteuil pel paper de marquis de Sade a Sade
- Millor actriu revelació :
  - Isild Le Besco pel paper d'Émilie de Lancris a Sade
- Millor actor revelació :
  - Jalil Lespert pel paper de Frank a Ressources humaines
- Millor pel·lícula estrangera :
  - American Beauty de Sam Mendes